# السلطان جهانجير ينتصر على الفقر
السلطان جهانجير ينتصر على الفقر، والمعروفة أيضًا باسم جهانجير يستهدف الفقر وجهانجير يطلق النار على الفقر، هي لوحة مصغرة مغولية تقع في متحف مقاطعة لوس أنجلوس للفنون.
وهي جزء من سلسلة من اللوحات الرمزية التي كلف سلطان مغول الهند جهانجير برسمها في الفترة من 1616 إلى 1618. يصور جهانجير وهو يقف على كرة أرضية ويطلق السهام على تجسيد للفقر. تظهر على اللوحة العديد من الإشارات الأيقونية الإسلامية والهندوسية والمسيحية.

## الخلفية
هذا العمل هو جزء من سلسلة من اللوحات الرمزية التي كلف بها الإمبراطور المغولي جهانجير في الفترة من 1616 إلى 1618.  كان من المفترض أن تكون هذه اللوحات مخصصة لجمهور خاص، ليشاهدها في البداية السلطان، ثم يشاهدها لاحقًا نبلاء البلاط. ومع ذلك، كان الفنانون ينتجون لاحقًا نسخًا من الأعمال، مخصصة للبيع في البازارات.

على الرغم من أنها لا تحمل توقيعًا أو أي نسب آخر، إلا أن معظم العلماء يعتبرونها من عمل أبي الحسن، الفنان المفضل لدى السلطان. من المحتمل أن هذه اللوحة مأخوذة من لوحة جهانجير يطلق السهم على رأس مالك عنبر التي رسمها نفس الفنان. اللوحة عبارة عن مجموعة ورقية، ومن المرجح أنها كانت جزءًا من ألبوم، على الرغم من أنها موجودة الآن كعمل مستقل.

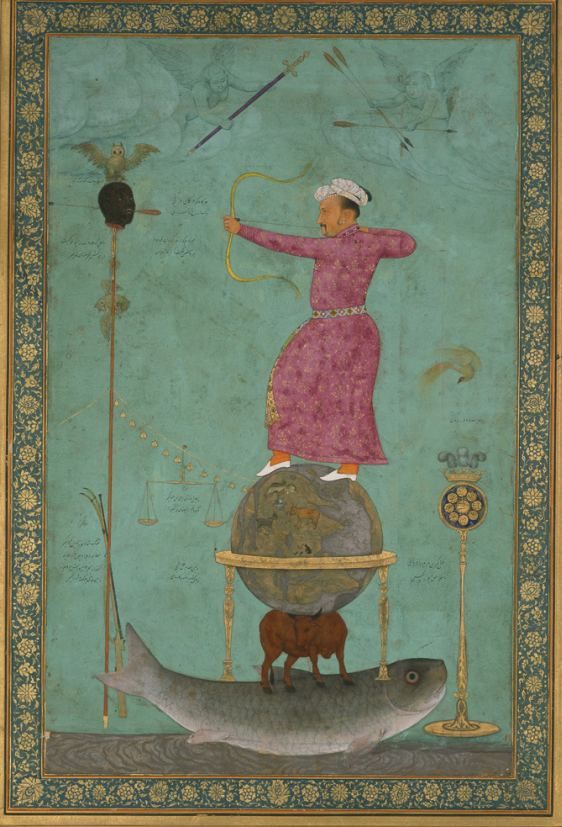
من المحتمل أن هذه اللوحة مأخوذة من لوحة جهانجير يطلق السهم على رأس مالك عنبر (في الصورة)، التي رسمها نفس الفنان.
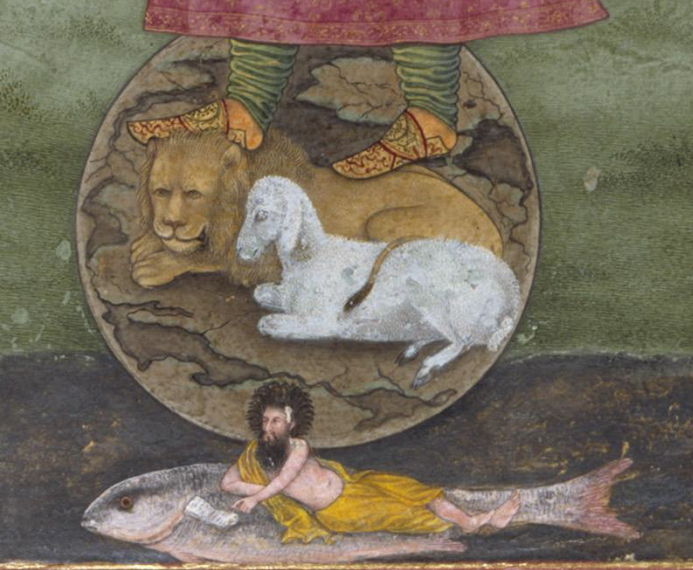
يقف الإمبراطور على كرة أرضية ، حيث وُضع أسد وخروف معًا عند قدميه. تستقر الكرة الأرضية على رجل ملتحٍ، يُرجَّح أنه مانو، الذي بدوره يستلقي على سمكة، يُرجَّح أنها ماتسيا .

### فهرس
- van Putten، Jasper (2009). "Jahangir Heroically Killing Poverty". في Phillips، Amanda؛ Abu-Remaileh، Refqa (المحررون). The Meeting Place of British Middle East Studies: Emerging Scholars, Emergent Research & Approaches. Cambridge Scholars Publishing.
- Moin, A. Azfar (2012). The Millennial Sovereign: Sacred Kingship and Sainthood in Islam (بالإنجليزية). Columbia University Press. ISBN:978-0-231-16036-0.